# Stig Nyman
Stig Gunnar Nyman, född 11 maj 1943 i Gävle Heliga Trefaldighets församling, Gävleborgs län, är en svensk kristdemokratisk politiker.
Stig Nyman var 2015-2017 ordförande för Handikappförbunden.
Han var landstingsråd i Stockholms läns landsting 1991–1994 och 1998-2002 samt 2006-2014. Han har bland annat även varit partisekreterare för Kristdemokraterna åren 1972–1978.
Stig Nyman skrev våren 2007 tillsammans med socialdemokraten Anders Lönnberg en uppmärksammad DN-debattartikel om behovet av ökat samarbete över blockgränserna i sjukvårdspolitiken.